# せつなさを殺せない
「せつなさを殺せない」（せつなさをころせない）は、吉川晃司が1992年2月6日にリリースした14枚目のシングル。

## 解説
「せつなさを殺せない」は、テレビ番組『君といつまでも』（1992年、テレビ朝日）のオープニング・テーマに起用された。両曲ともオリジナルアルバムには未収録。
ミュージック・ビデオは、ライブ映像での歌唱シーンを主体としたものになっている。
「激しい季節」は限定販売アルバム『B-SIDE+』を除きベスト・アルバム等にも未収録。

## 収録曲
全作詞・作曲：吉川晃司／編曲：吉田建
1. せつなさを殺せない
2. 激しい季節
3. せつなさを殺せない (original KARAOKE)

## 収録アルバム
- せつなさを殺せない
  - TOO MUCH LOVE（1992年）
  - GOLDEN YEARS VOL.I（1993年）（ライブバージョンで収録）
  - GOLDEN YEARS VOL.III（1996年）（ライブバージョンで収録）
  - DON'T STOP ME NOW（1997年）
  - PASSAGE:K2 SINGLE COLLECTION 1984-1996（1998年）
  - Spirit×ナイフ 〜GOLDEN YEARS MILLENNIUM EDITION〜（2000年）（ライブバージョンで収録）
  - 20th Anniversary SELF COVER BEST ALBUM 「Thank You」初回限定盤（2004年）（アコースティックバージョン）
  - BEST BEST BEST 1989-1995（2005年）
  - Double-edged sword 初回限定盤のDISC2ライヴアルバム25th Year's Eve Live（2009年）（ライブバージョンで収録）
  - KEEP ON KICKIN'!!!!!（2011年）

- 激しい季節
  - B-SIDE+（2014年）